# 隆安省
隆安省（越南语：／）是原越南湄公河三角洲的一個省，省莅新安市。

## 地理
隆安省北接柬埔寨、西宁省和胡志明市，西接柬埔寨，西南接同塔省，南接前江省，东接胡志明市。

## 历史
1976年2月，越南设立隆安省，下辖新安市社、𤅶溧县、芹𱤰县、芹湥县、週城縣、德和县、德惠县、沐化县、新柱县、守承县1市社9县，省莅新安市社。
1977年3月11日，週城縣和新柱县合并为新週縣，𤅶溧县和守承县合并为𤅶守县。
1978年3月30日，沐化县析置永兴县。
1980年9月19日，沐化县析置新盛县，新週縣更名为威古县。
1983年1月14日，𤅶守县分设为𤅶溧县和守承县；威古县3社和𤅶守县3社划归新安市社管辖。
1989年4月4日，威古县分设为週城縣和新柱县。
1989年6月26日，新盛县和沐化县析置盛化县。
1994年3月24日，沐化县2社划归永兴县管辖，永兴县析置新兴县。
2009年8月24日，新安市社改制为新安市。
2013年3月18日，沐化县析置建祥市社。
2019年9月5日，新安市被评定为二级城市。
2025年7月1日併入西寧省後走入歷史。

## 行政區劃
隆安省下辖1市1市社13县，省莅新安市。
- 新安市（Thành phố Tân An）
- 建祥市社（Thị xã Kiến Tường）
- 𤅶溧縣（Huyện Bến Lức）
- 芹𱤰縣（Huyện Cần Đước）
- 芹湥縣（Huyện Cần Giuộc）
- 週城縣（Huyện Châu Thành）
- 德和縣（Huyện Đức Hòa）
- 德惠縣（Huyện Đức Huệ）
- 沐化縣（Huyện Mộc Hoá）
- 新興縣（Huyện Tân Hưng）
- 新盛縣（Huyện Tân Thạnh）
- 新柱縣（Huyện Tân Trụ）
- 盛化縣（Huyện Thạnh Hóa）
- 守承縣（Huyện Thủ Thừa）
- 永興縣（Huyện Vĩnh Hưng）

## 教育

### 高等教育
- 隆安工業經濟大學
- 新造大學
- 隆安職業學院（Trường Cao đẳng nghề Long An）
- 隆安師範學院
- LADEC職業技術學院（Trường Cao đẳng Nghề kỹ thuật công nghệ LADEC）
- 隆安经济技术中专学校（ Trường Trung Cấp Kinh Tế Kỹ Thuật Long An)

## 外部連結
- 隆安省电子信息门户网站 （页面存档备份，存于）（越南文）